# Kreis Val Müstair
| Val Müstair           | Val Müstair       |
| --------------------- | ----------------- |
| Val Müstair           |                   |
| Basisdaten            |                   |
| Staat:                | Schweiz           |
| Kanton:               | Graubünden (GR)   |
| Bezirk:               | Inn               |
| Hauptort:             | Val Müstair       |
| Fläche:               | 198,65 km²        |
| Einwohner:            | 1608 (31.12.2009) |
| Bevölkerungsdichte:   | 8 Einw. pro km²   |
| Aufgehoben am:        | 31. Dezember 2015 |
| Karte                 |                   |
| Karte von Val Müstair |                   |

Der Kreis Val Müstair bildete bis zum 31. Dezember 2015 zusammen mit den Kreisen Sur Tasna, Ramosch und Suot Tasna den Bezirk Inn des Schweizer Kantons Graubünden. Der Sitz des Kreisamtes war in Santa Maria Val Müstair. Durch die Bündner Gebietsreform wurden die Kreise aufgehoben.

## Gemeinden
Der Kreis umfasste seit der Fusion der sechs Münstertaler Gemeinden Anfang 2009 nur noch eine einzige Gemeinde:
| Wappen      | Name der Gemeinde | Einwohner (Dez. 2009) | Fläche in km² | BFS-Nr |
| ----------- | ----------------- | --------------------- | ------------- | ------ |
| Val Müstair | Val Müstair       | 1608                  | 198,65        | 3847   |

## Veränderungen im Gemeindebestand seit 2000

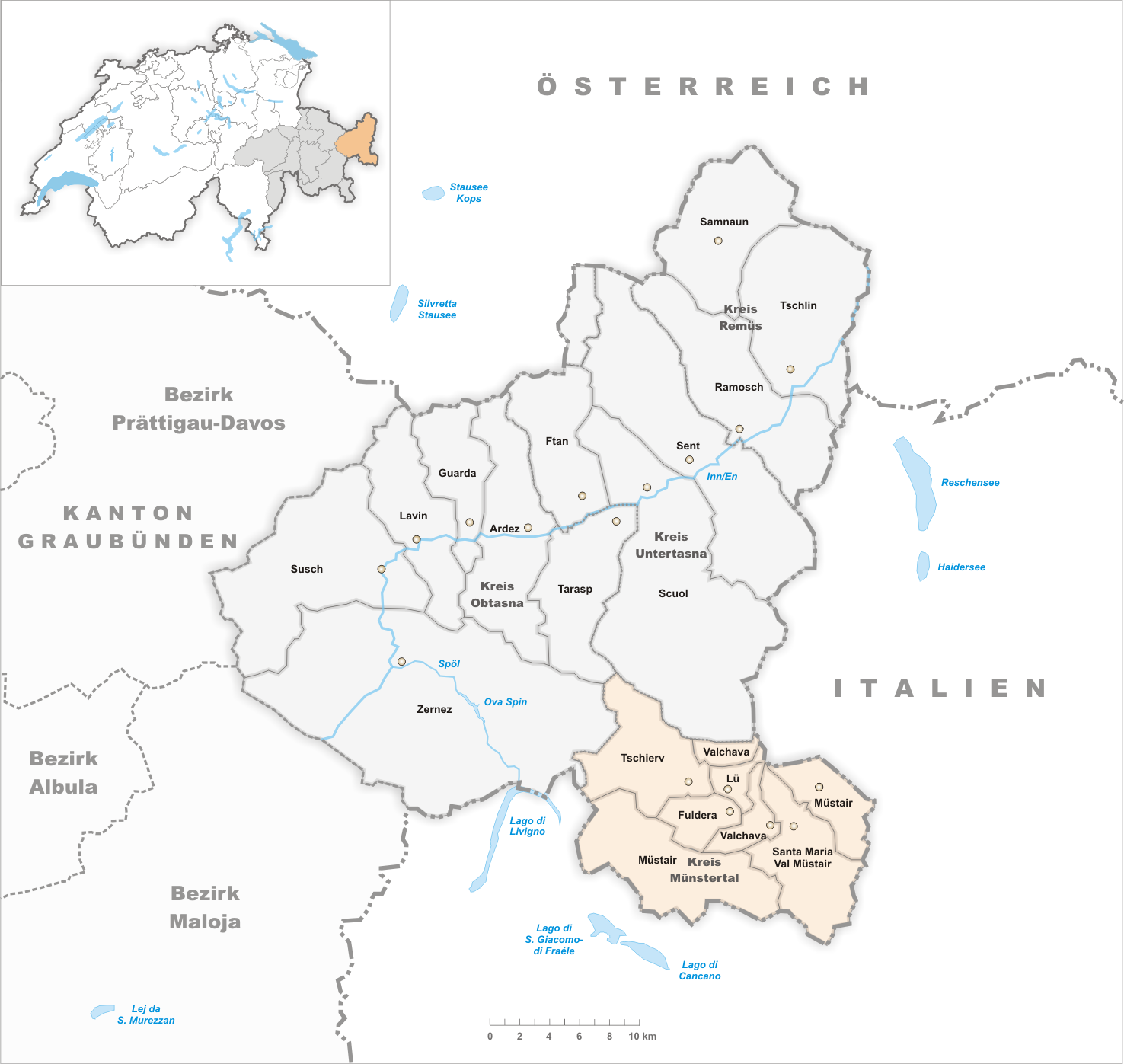
Gemeinden bis 2008

### Fusionen
- 2009: Tschierv, Fuldera, Lü, Valchava, Santa Maria Val Müstair und Müstair → Val Müstair